# Chorebus scabrifossa
Chorebus scabrifossa är en stekelart som beskrevs av Stelfox 1957. Chorebus scabrifossa ingår i släktet Chorebus och familjen bracksteklar. Inga underarter finns listade i Catalogue of Life.